# Waldyr Diogo de Siqueira
Waldyr Diogo de Siqueira (Fortaleza, 5 de abril de 1910 - Fortaleza, 17 de janeiro de 1970), foi um engenheiro, empresário, industrial e filantropo brasileiro.

## Biografia
Descendente de tradicional família cearense, filho do industrial e grande benemérito, Antônio Diogo de Siqueira e de D. Elisa Viana de Siqueira, senhora pertencente a ilustre família cearense, iniciada com o português Luís Antônio da Silva Viana, que exerceu elevadas funções fazendárias ao tempo da Capitania do Ceará-Grande.
Formou-se Engenheiro Civil pela Escola Politécnica da Bahia em 1932. Atuou nos setores da indústria de extração de óleos e da construção Civil, dando novo perfil urbanístico a cidade de Fortaleza. Construiu vários outros prédios importantes de Fortaleza, notadamente o da Faculdade de Direito do Ceará, apreciado pela beleza da forma e pela solidez, muito depois insuficiente para as atividades do dito estabelecimento pioneiro do ensino universitário no Ceará, tendo sido então construído um anexo, em desacordo com a arquitetura do principal.
Foram suas preocupações sociais com os operários de suas fábricas e da indústria Cearense que o levaram a engajar-se nas entidades de classe, promovendo a fundação da entidade patronal da indústria, a FIEC, em 1950. Exerceu os cargos de Presidente da Federação das Indústrias do Estado do Ceará e dos Conselhos Regionais do SESI e do SENAI e de Diretor Regional do SESI de 1950 a 1962.
Foi Diretor Tesoureiro da Confederação Nacional da Indústria no período de 1956 a 1960. Foi diretor do Sinduscon de 1955 - 1959. Em sua gestão, construiu obras para sediar essas entidades na capital e no interior do Estado; firmou convênios internacionais que propiciaram recursos financeiros e equipamentos para as atividades sociais do SESI/Ce e o ensino profissionalizante do SENAI-Ce em favor da educação de bem estar do trabalhador industrial.
Em 17 de janeiro de 1970, preparava-se para ir ao escritório da firma de engenharia de que era titular, como diariamente fazia, apesar de se tratar de um sábado, quando tombou, fulminado por um colapso cardíaco, inesperadamente, embora não se ignorasse as condições precárias de sua saúde.
Fora extremamente dedicado à família, tendo deixado viúva dona Norma Libânia Ferreira Diogo, uma filha, dona Sílvia Diogo de Siqueira Holanda, casada com o médico dr. João Elísio de Holanda, e os filhos Antônio Eduardo Diogo de Siqueira e Waldyr Diogo de Siqueira Filho, que dariam continuidade à empresa paterna.

## Homenagens
- Uma unidade do SENAI no Ceará é denominada Centro de Formação Profissional Waldyr Diogo de Siqueira,[14][15]
- O IFCE tem a sua biblioteca principal denominada Biblioteca Waldyr Diogo de Siqueira,[16]
- Um Auditório no SENAI é nomeado em homenagem ao engenheiro,[17]
- Uma Rua no Bairro Vincente Pinzon, em Fortaleza, homenageia o industrial,[18]
- Uma Praça no Bairro de Fátima, em Fortaleza, foi nomeada em homenagem ao engenheiro,[19]
- O CREA-CE possui um auditório nomeado Engenheiro Civil Waldyr Diogo de Siqueira,[20][21][22]
- O Sindicato das Construtoras do Ceará promove a entrega do Troféu Waldyr Diogo de Siqueira,[23][24]